# Like a Rolling Stone
«Like a Rolling Stone» es una canción de 1965 del cantautor estadounidense Bob Dylan. Su letra agresiva proviene de un poema que escribió en junio de dicho año, cuando regresó extenuado de una gira agotadora por Inglaterra. Esa obra luego tomó la forma de cuatro estrofas y un estribillo y se grabó unas pocas semanas después en medio de las sesiones para su siguiente álbum de estudio, Highway 61 Revisited. 
En la preproducción, que duró dos días, Dylan tuvo dificultades para hallar la esencia de la canción, que había maquetado, sin éxito, en un compás de tres por cuatro. Se hizo un progreso cuando probaron grabarlo en un estilo de rock y Al Kooper, por entonces un músico de sesión novato, improvisó el riff de órgano que distingue a la canción. Sin embargo, Columbia Records no estaba satisfecha con ella debido a sus seis minutos de duración y su sonido eléctrico, por lo que dudó en lanzarla. A pesar de ello, cuando un mes más tarde se filtró una copia del tema y algunos disc jockeys influyentes la escucharon, se puso a la venta como sencillo. Si bien las emisoras de radio se resistían a transmitir una canción tan larga, «Like a Rolling Stone» alcanzó el segundo puesto en el Billboard Hot 100 y el primer puesto en la lista de Cashbox, y se convirtió en un éxito internacional.
Se ha descrito el tema como revolucionario por su combinación de diferentes elementos musicales, el sonido jovial y cínico de la voz de Dylan y la asertividad de la pregunta del estribillo: How does it feel? («¿Qué se siente?»). «Like a Rolling Stone» transformó la carrera de Dylan y todavía se la considera una de las composiciones más influyentes en la música popular de la posguerra. Desde su lanzamiento fue un hito tanto en la música como en la cultura popular, que elevó la figura de Dylan hasta volverla icónica. De hecho, según Acclaimed Music, «Like a Rolling Stone» estadísticamente es la canción más elogiada de toda la historia.
Varios artistas, entre ellos The Jimi Hendrix Experience, The Rolling Stones, The Wailers y Green Day hicieron versiones de la canción. En español, existe la versión del grupo Mamá («Cómo lo ves») y la de M-Clan («Sin rumbo y sin dirección»). Además, en el 2004 la revista Rolling Stone la colocó en el número 1 de su lista de las «500 mejores canciones de todos los tiempos». Mantuvo esa posición hasta el 2021, cuando pasó al tercer lugar. En una subasta de 2014, la letras manuscrita de esta canción alcanzó los dos millones USD, un récord mundial para un manuscrito de música popular.

## Composición y grabación
En 1965, al regresar de la gira por Inglaterra, documentada en la película Dont Look Back, Dylan estaba insatisfecho con las expectativas del público hacia su persona y con el rumbo que estaba tomando su carrera; consideró seriamente retirarse del negocio de la música. En una entrevista de 1966 con Playboy comentó sobre sus sentimientos: «La primavera pasada creía que iba a dejar de cantar. Estaba agotado [por] la dirección que estaban tomando las cosas, era una situación extenuante. [...] Pero "Like a Rolling Stone" cambió todo. Digo, fue algo que yo mismo pude hacer. Cansa mucho que otra gente diga todo lo que hace por ti si tú no haces [nada] por ti mismo». La canción se originó a partir de un poema extenso. En 1966, Dylan le describió el surgimiento de «Like a Rolling Stone» al periodista Jules Siegel:

Tenía diez páginas. No tenía título, [consistía en] unas rimas en un papel, todo sobre mi odio firme dirigido hacia algo en lo que era honesto. Al final, no era odio, era decirle a alguien algo que no sabía, decirle que tenía suerte. Venganza, esa es una palabra mejor. Nunca había pensado en eso como una canción, hasta que un día estaba en el piano con el papel y cantando How does it feel? («¿Cómo se siente?») en cámara lenta, extremadamente lenta.

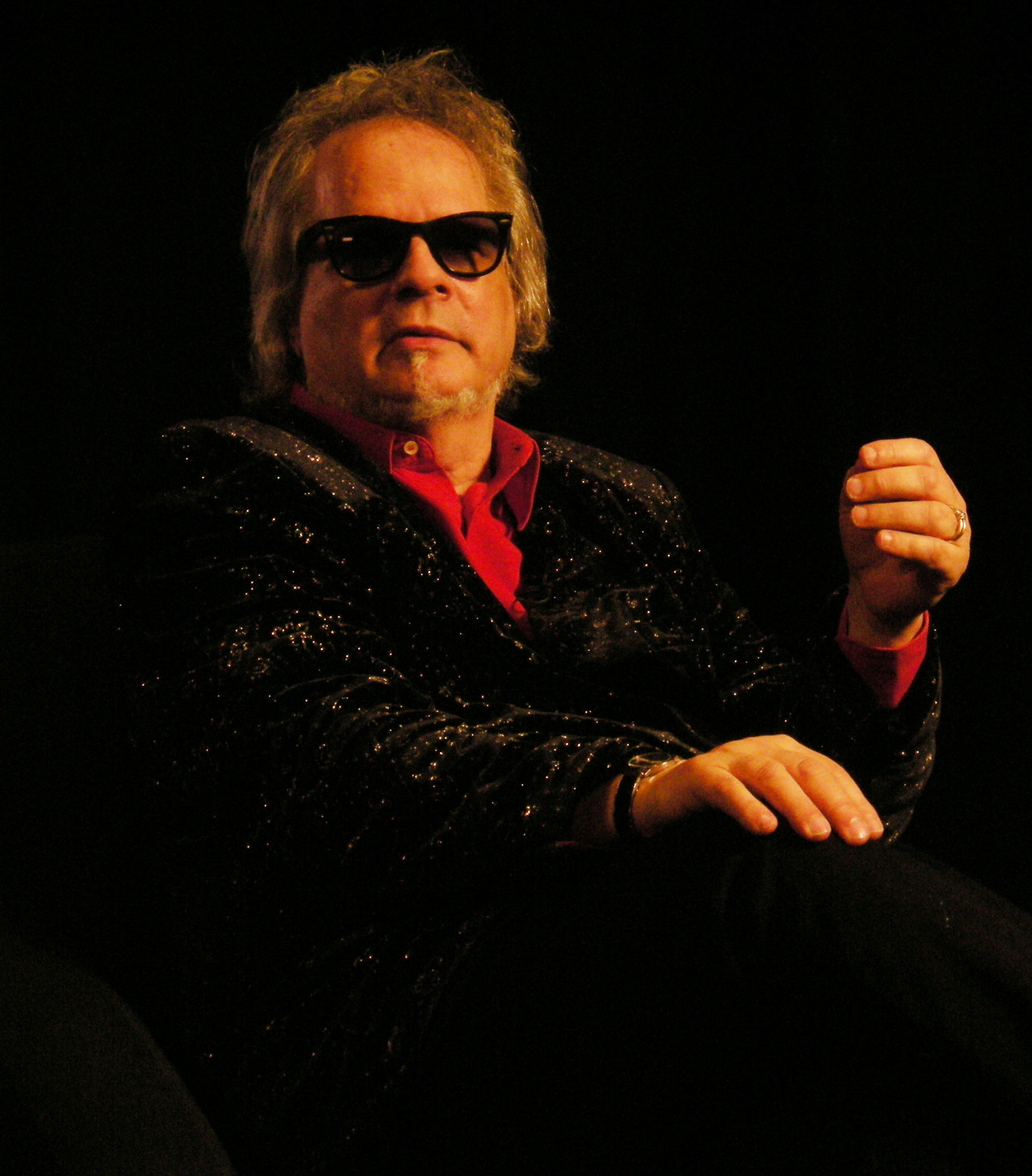
Al Kooper, por entonces un músico de sesión de 21 años, improvisó el riff de órgano de la canción

Durante 1965, Dylan escribió prosa, poemas y canciones, tecleando incesantemente. Algunas fotografías de Dylan en su habitación en el Savoy Hotel de Londres capturan este proceso, que aparece representado en el largometraje ya mencionado. Sin embargo, comentó en dos entrevistas que «Like a Rolling Stone» comenzó como un largo «vómito» (en una de ellas, mencionó que tenía diez páginas; en la otra, veinte) que luego cobró forma musical. Nunca había hablado en público así de alguna otra de sus grandes composiciones. En una entrevista con la radio CBC en Montreal, mencionó que hacer esta canción fue una «ruptura» y explicó que cambió su percepción de hacia dónde estaba yendo con respecto a su carrera. Afirmó que se vio componiendo «este largo vómito de veinte páginas; de allí tomé «Like a Rolling Stone» y la hice un sencillo. Y nunca había escrito algo como eso antes y de pronto supe que eso debía hacer. [...] Tras haber escrito eso no estaba interesado en escribir una novela o una obra de teatro. Ya tenía más que suficiente, quería componer canciones».
A partir de la versión extensa en papel, definió cuatro estrofas y el estribillo en Woodstock (Nueva York). En 2014 la letra manuscrita, que tiene cuatro páginas, fue subastada. En ese entonces, se descubrió que el estribillo entero no aparece hasta la cuarta página. Antes de la línea now you're unknown («ahora eres una desconocida») había otra que decía like a dog without a bone («como un perro sin hueso»). Dylan había considerado insertar el nombre «Al Capone» en el esquema de la rima y también trató de hallar una para How does it feel? («¿Qué se siente?»); algunos intentos fueron it feels real («se siente real»), does it feel real («¿se siente real?»), shut up the deal («cancela el trato»), get down and kneel («agáchate y arrodíllate») y raw deal. También se encontraron dibujos de la cabeza de un alce, un sombrero y un pollo.
La canción se compuso en un piano vertical en la tonalidad de sol ♯, aunque se cambió a do en guitarra durante la grabación. Dylan invitó a Mike Bloomfield, guitarrista principal de Paul Butterfield Blues Band, para que tocara en la sesión de grabación. Lo llevó a su casa de Woodstock un fin de semana para que viera el nuevo material; Bloomfield recordó más tarde: «Lo primero que escuché fue "Like a Rolling Stone". Pensé que quería blues, string bending, porque eso es lo que hago. Dijo: "Ey, hombre, no quiero nada de esas cosas de B.B. King". Así que, bueno, me desanimé. ¿Qué rayos quiere? Dimos vueltas en torno a la canción. Toqué lo que él hizo y dijo que tenía groove». Las sesiones de grabación fueron producidas por Tom Wilson entre el 15 y el 16 de junio de 1965 en el estudio A de Columbia Records, en el número 799 de la séptima avenida de la ciudad de Nueva York. Fue la última canción que Wilson produjo para Dylan. Además de Bloomfield, los otros músicos que participaron fueron Paul Griffin en el piano, Joe Macho Jr. en el bajo, Bobby Gregg en la batería y Bruce Langhorbe en la pandereta; además, fue Wilson quien contrató a todos. Gregg y Griffin habían trabajado anteriormente con Dylan y Wilson en Bringing It All Back Home.
En la primera sesión, el 15 de junio, se hicieron cinco tomas de la canción con un estilo muy diferente para lanzarla como sencillo más adelante. Tocaron la canción en un compás de tres por cuatro, en tiempo de vals y Dylan tocaba el piano. La falta de partitura indica que la canción se tocó de oído. Sin embargo, la esencia del tema se descubrió en el transcurso de una sesión caótica. No se llegó al primer estribillo hasta la cuarta toma, pero después de la parte de armónica Dylan interrumpió, diciendo: «Se me fue la voz, hombre. ¿Quieres intentarlo de nuevo?». Esta toma se lanzó posteriormente en The Bootleg Series Volumes 1-3 (Rare & Unreleased) 1961-1991. La sesión terminó poco después.
Cuando retomaron al día siguiente, el 16 de junio, Al Kooper se unió al equipo. Se suponía que Kooper, en aquel entonces un guitarrista de sesión de 21 años, no tocaría, pero se encontraba presente como invitado de Wilson. Cuando el productor salió, Kooper se sentó con su guitarra entre los otros músicos porque deseaba tomar parte en la sesión. Cuando Wilson regresó, el joven, intimidado por la forma de tocar la guitarra de Bloomfield, se había ido de nuevo a la sala de control. Tras un par de tomas de prueba, Wilson cambió a Griffin del órgano Hammond al piano. Kooper luego acudió a Wilson para decirle que tenía una buena idea para el órgano. Wilson menospreció la habilidad de Kooper para tocar dicho instrumento; el guitarrista afirmó más tarde: «Simplemente se burlaba de mí. [...] No dijo "no", así que fui para allá». Wilson, aunque sorprendido de ver a Kooper tocando el órgano, dejó que tocase. Tras escuchar una reproducción de la canción, Dylan insistió en que el órgano debía sonar más fuerte en la mezcla, pese a las objeciones de Wilson y su idea de que Kooper «no era un organista».
En esa sesión se grabaron quince tomas. En ese momento, la canción ya poseía su formato conocido, en compás de 4/4 y Dylan tocaba la guitarra eléctrica. Tras la cuarta toma, que fue la que finalmente se puso a la venta como sencillo, Wilson comentó: «Esto suena bien para mí». No obstante, Dylan y la banda grabaron la canción once veces más. En noviembre de 2015 se lanzaron las sesiones de grabación para «Like a Rolling Stone», con las veinte tomas y los fragmentos individuales que formaron la pista en la colección The Bootleg Series Vol. 12: The Cutting Edge 1965-1966.

## Temas
A diferencia de los éxitos de las listas de aquel entonces, la letra de «Like a Rolling Stone» no es acerca del amor, sino que expresa resentimiento y deseos de venganza. El escritor Oliver Trager la definió como «la burla de Dylan hacia una mujer que ha caído en desgracia y se ve reducida a defenderse en un mundo hostil, no familiar». Hasta aquel entonces, la persona a quien se dirige la canción, Miss Lonely («Señorita Solitaria»), había tenido una vida fácil, había asistido a las mejores escuelas y tenía amigos de alto nivel social, pero cuando su situación se vuelve difícil, este personaje no tiene experiencias significativas que lo determinen. Los primeros versos de la canción establecen las condiciones iniciales de la mujer:

Once upon a time you dressed so fine
Threw the bums a dime in your prime, didn't you?
«Hace tiempo, vestías tan bien
 Tirabas centavos a los pobres en tu mejor época, ¿no?»

La primera estrofa finaliza con versos que resaltan su situación del presente:

Now you don't talk so loud
 Now you don't seem so proud
About having to be scrounging your next meal
«Ahora ya no hablas tan alto
Ahora ya no pareces tan orgullosa
 De tener que estar mendigando tu próxima comida».

Pese a la hostilidad, la canción también muestra compasión por Miss Lonely, como así alegría por la libertad que conlleva haber perdido todo. Jann Wenner comentó que «se ha eliminado todo. Estás solo, eres libre ahora. [...] Estás tan impotente que ahora no te queda nada más. Y eres invisible —no tienes secretos—, eso es tan liberador. No tienes que temer nada más». La última estrofa termina con los versos:

 When you ain't got nothing, you got nothing to lose 
 You're invisible now, you got no secrets to conceal
«Cuando no tienes nada, no tienes nada que perder 
 Eres invisible ahora, no tienes secretos que ocultar».

 El estribillo hace énfasis en esta temática:

How does it feel 
 How does it feel 
 To be on your own 
 With no direction home 
 Like a complete unknown 
 Like a rolling stone
«¿Cómo se siente? 
 ¿Cómo se siente? 
 Estar sola 
 Sin rumbo de vuelta a casa 
 Como una completa desconocida 
 Como una trotamundos».

Robert Shelton, un biógrafo de Dylan, la describió como «una canción que parece elogiar la vida abandonada para los que pueden sentir compasión por los que se han apartado de la burguesía. "Like a Rolling Stone" trata sobre la pérdida de la inocencia y la crudeza de la experiencia. Los mitos, los patrones y las viejas creencias se desmoronan para revelar una realidad muy difícil». En tono humorístico, Dylan comentó la perspectiva moral de «Like a Rolling Stone» en una conferencia de prensa que tuvo lugar en un estudio de la cadena televisiva KQED, el 3 de diciembre de 1965. Un periodista sugirió al artista que la canción tiene una opinión dura sobre una chica y preguntó: «¿Quieres cambiar sus vidas? ¿O quieres señalar sus errores?» Riendo, Dylan contestó: «Quiero sacarlos de quicio». Herb Bowie sugirió que otros temas posibles, además de la lucha de clases, son el engaño y la revelación de la verdad, así como la oportunidad de aprender de la experiencia.

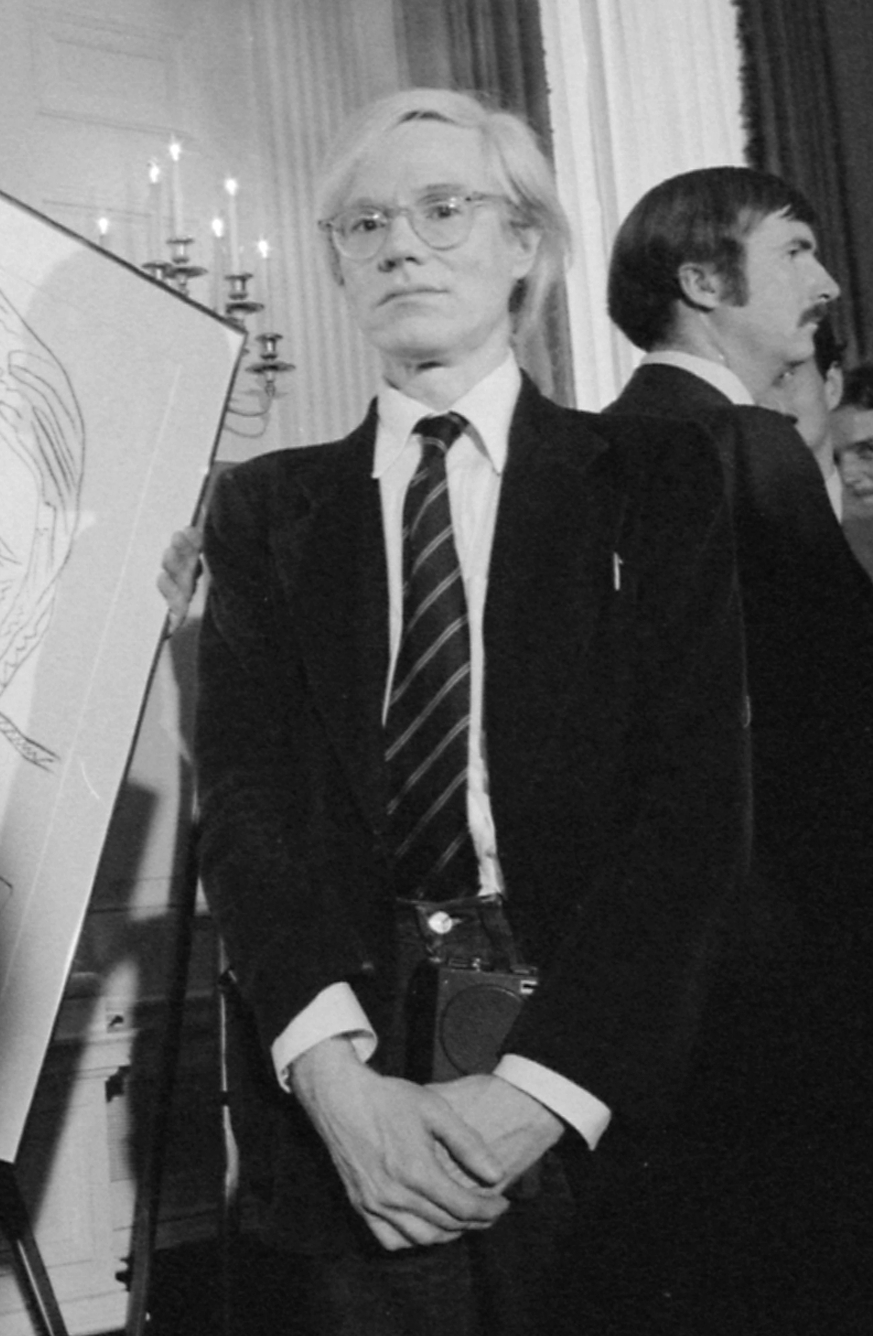
Se dijo al artista plástico Andy Warhol: «Escucha "Like a Rolling Stone": creo que eres el diplomático en el caballo cromado, hombre»

Algunos comentaristas han tratado de relacionar los personajes del tema con personas específicas del entorno de Dylan en 1965. En su libro POPism: The Warhol '60s, Andy Warhol recordó que ciertas personas de su círculo opinaban que «Like a Rolling Stone» contenía referencias hacia el cineasta; se le dijo: «Escucha "Like a Rolling Stone": creo que eres el diplomático en el caballo de cromo, hombre». Se supone que la razón de esta hostilidad de Dylan hacia Warhol fue el trato de este último hacia la actriz y modelo Edie Sedgwick. También se sugirió que el personaje de Miss Lonely se basa en Sedgwick. La actriz estuvo relacionada poco tiempo con Dylan, entre fines de 1965 y principios de 1966, y en ese tiempo pensaron filmar una película juntos. Según el colaborador de Warhol Paul Morrissey, Sedgwick había estado enamorada de Dylan y se sorprendió cuando descubrió que el cantante se había casado secretamente con Sara Lownds en noviembre de 1965. Sin embargo, en The Bob Dylan Encyclopedia, Michael Gray sostiene que la modelo no tenía relación con «Like a Rolling Stone», pero afirma que «no hay duda de que el fantasma de Edie Sedgwick flota sobre Blonde on Blonde».
El escritor estadounidense Greil Marcus aludió a una opinión del historiador del arte Thomas Crow, que consistía en la idea de que Dylan había compuesto la canción como comentario a una escena de Warhol: «Escuché una lectura de Thomas Crow [...] acerca de que "Like a Rolling Stone" trata sobre Edie Sedgwick dentro del círculo de Andy Warhol; como si Dylan hubiera visto desde afuera [lo que pasaba] sin involucrarse personalmente con ninguno de los dos, sino como algo que vio y lo asustó, vio el desastre que se avecinaba y compuso una canción como advertencia; fue convincente».
También se sugirió que Joan Báez, Marianne Faithfull y Bob Neuwirth podrían haber sido objeto del desprecio de Dylan. El biógrafo Howard Sounes advirtió que no se debe reducir el tema a la biografía de una sola persona y sugirió que «es más probable que la canción apuntara a quienes [Dylan] percibía como "falsos"». Sounes agregó que «hay cierta ironía en el hecho de que una de las canciones más famosas de la época del folk rock —una época asociada principalmente con ideales de paz y armonía— sea una sobre la venganza».
Mike Marqusee escribió sobre los conflictos de la vida de Dylan en este período, entre los que se destacan su alejamiento de su viejo público del resurgimiento del folk y sus causas de marcado corte izquierdista. Sugiere que el tema es probablemente autorreferencial y comentó: «La canción adquiere plena intensidad cuando uno cae en la cuenta de que está dirigida, al menos en parte, al mismo cantante: es quien no tiene "la dirección de casa" [No direction home]». Dylan mismo recalcó que tras su accidente en motocicleta de 1966 tomó conciencia de que al emplear palabras como «él», «esto» y «ellos» y se refería a otras personas, en realidad estaba hablando de sí mismo.

## Lanzamiento y recepción mediática

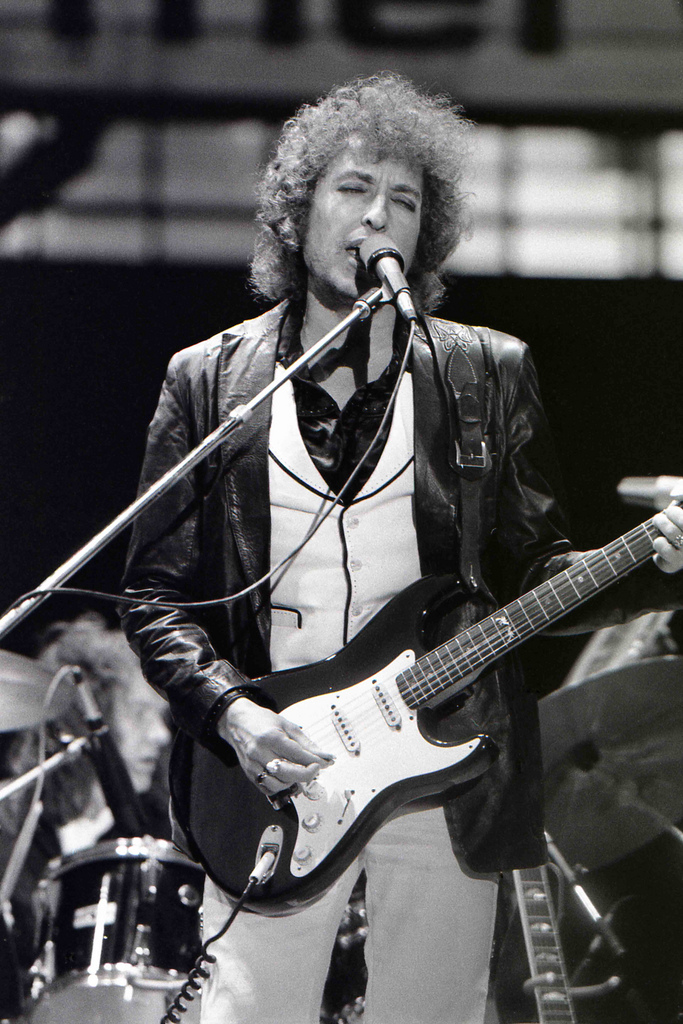
Bob Dylan durante un concierto en Róterdam en 1978

Según Shaun Considine, quien coordinaba los lanzamientos de Columbia Records en 1965, al principio «Like a Rolling Stone» se relegó al «cementerio de los lanzamientos cancelados» debido a las preocupaciones de los departamentos de ventas y mercadotecnia debido a su duración sin precedentes de seis minutos y su sonido de rock «estridente». En los días sucesivos al rechazo, Considine llevó una versión descartada de la canción a una discoteca llamada Arthur, abierta hacía poco tiempo y concurrida por celebridades y gente de la industria musical. Debido a la insistencia de la multitud, se reprodujo el disco de acetato una y otra vez, hasta que finalmente se desgastó. A la mañana siguiente, un disc jockey y director de programación de las cuarenta principales estaciones de radio de la ciudad llamó a Columbia Records y le pidió copias. Poco después, el 20 de julio de 1965, «Like a Rolling Stone» se publicó como sencillo, con «Gates of Eden» como lado B.
Pese a su duración, la canción se convirtió en el mayor éxito de Dylan de ese entonces y permaneció en las listas estadounidenses durante doce semanas, además de llegar al segundo puesto, solo superado por «Help!» de la banda británica The Beatles. Las copias promocionales entregadas a los disc jockeys el 15 de julio tenían las dos primeras estrofas y dos estribillos en uno de sus lados, mientras que el resto de la canción estaba ubicado en el reverso, por lo que quien quisiera reproducir la canción en su totalidad debía voltear el disco de vinilo. Si bien muchas emisoras de radio eran reacias a transmitir el tema entero, la demanda pública obligó posteriormente a reproducirlo de este modo. Esto ayudó al sencillo a llegar a su posición máxima en el segundo lugar varias semanas tras su puesta a la venta. Ingresó a los primeros diez lugares de las listas en otros países, entre los que se cuentan Canadá, Irlanda, Países Bajos y el Reino Unido.

### Crítica
La canción ha recibido numerosos elogios desde su lanzamiento. Incluso críticos contemporáneos siguen sosteniendo que se trata de uno de los mejores temas de la historia. Por ejemplo, Herb Bowie, en Reason to Rock cita a Rodney Crowell, quien afirma que se trata de una canción que unifica distintos rangos de edad, ya que todos se saben la letra. Bowie también menciona que lo llamativo de la canción es su misterio, ya que no tiene orígenes tan claros como otras canciones de Dylan. También destacó que en ella se combinan elementos dispares con éxito. Por ejemplo, su letra no se mezcla bien con la música, más cercana al folk, ya que está más del lado del rock, que utiliza expresiones más duras y agresivas. De todos modos, la instrumentación se funde correctamente en un «rico tapiz musical». Por otra parte, Mike Marqusee, en su reseña negativa sobre el libro de Greil Marcus sobre esta canción, mencionó que el tema de Dylan se mantiene en la actualidad más fresco que muchas canciones de las listas de éxitos.
Jeff Giles de Ultimate Classic Rock, para conmemorar el 55° aniversario de la canción, la llamó «uno de los logros más duraderos de Bob Dylan», y comentó que para el músico, fue un recordatorio de que no importan la cantidad de seguidores o los premios que recibiera, sino que lo esencial era poder sostener su propia música. Por otro lado, en el 2000, Marcie Sillman afirmó que la canción pareció haber sido escrita en el tiempo justo, ya que reflejaba lo que la gente pensaba y sentía en 1965; a la vez, el sonido también se percibía como más moderno. En esta misma línea, Cecilia Martínez, de La Nación llamó a la canción el «himno de una generación inquieta en busca de libertades». Además, cita una reflexión de Greil Marcus, según la cual, la pregunta del estribillo debe ser entendida como si dijera «¿Cómo te sientes con lo que estás haciendo ahora?». Una crítica de The Montréal Review invita a interpretar la canción en los términos de la vida del oyente, y sugiere que quizás en ella existan los mismos personajes que propone el yo lírico, y finaliza con la afirmación de que «cincuenta años después, la canción no deja de impresionar ni de suscitar más preguntas sobre su significado».

## Video musical
En noviembre de 2013, cuarenta y cinco años después del lanzamiento original de la canción, en el sitio web de Dylan se publicó un video musical oficial para «Like a Rolling Stone». Creado por la agencia Interlude, el video es interactivo y permite a los espectadores usar sus teclados para recorrer dieciséis canales que imitan géneros de la televisión, tales como programas de juegos, redes de compras y realities. Las personas que se ven en dichos canales hacen sincronía de labios con la canción. El director del video, Vania Heymann, afirmó al respecto: «Utilizo el medio de la televisión para mirarnos; ustedes están lanzándose hacia la muerte cambiando de canal [en la vida real]». En total, el video tiene una hora y quince minutos de contenido y en él aparecen el comediante Marc Maron, el rapero Danny Brown, el conductor de The Price is Right, Drew Carey, Steve Ley de SportsCenter, Jonathan y Drew Scott de Property Brothers, además de los conductores de Pawn Stars: Rick Harrison y Austin «Chumlee» Russell. El video se lanzó para promocionar The Complete Album Collection Vol. One, una colección de treinta y cinco álbumes del músico. El Libro Guinness de los récords contabilizó este suceso como la espera más larga por un video musical.

## Interpretaciones en directo

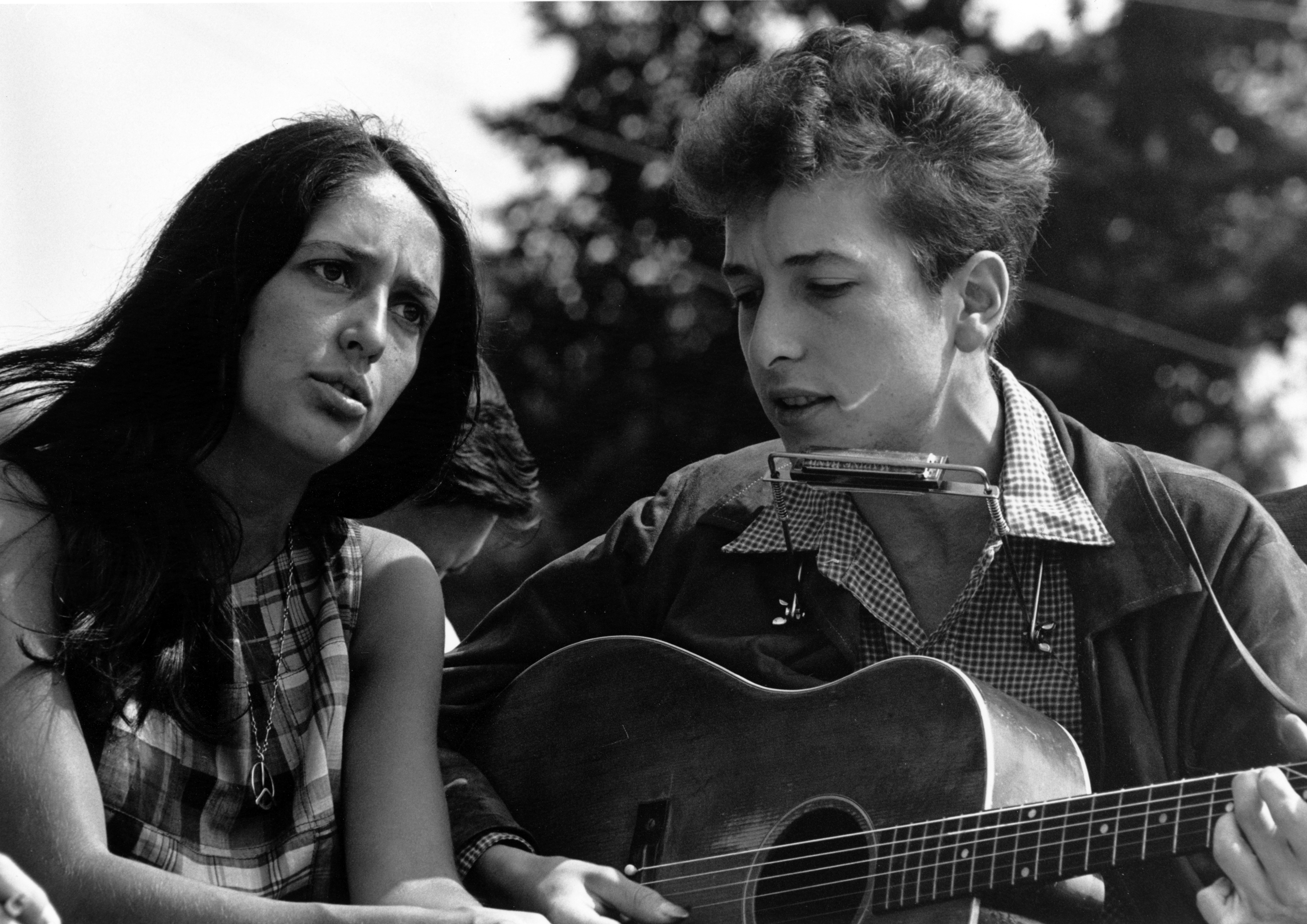
Bob Dylan con Joan Báez en la marcha por los derechos civiles en Washington D. C. en 1963

Dylan tocó «Like a Rolling Stone» en directo por primera vez cinco días después de su lanzamiento, en el Festival de Folk de Newport el 25 de julio de 1965. Varios seguidores del folk criticaron el hecho de que Dylan utilizara guitarras eléctricas, ya que despreciaban el rock 'n roll por ser, según Mike Bloomfield, propio de «engrasadores, patrones, bailarines, personas que se emborrachan y bailotean». Según Paul Nelson, un amigo de Dylan y crítico musical, «el público abucheaba y gritaba "¡Deshazte de la guitarra eléctrica!"», mientras Dylan y sus músicos tocaban una versión vacilante del nuevo sencillo. Una grabación completa en video puede encontrarse en el documental The Other Side of the Mirror.
Según Jonathan Taplin, uno de los encargados del festival, la decisión de incorporar las guitarras eléctricas se debió a ciertos comentarios condescendientes hechos por el organizador Alan Lomax acerca del grupo de blues The Paul Butterfield Blues Band. Al parecer, esto molestó a Dylan, que adoptó una actitud de «bueno, que les jodan si creen que pueden dejar la música eléctrica fuera de aquí. Lo haré yo mismo». Esa misma noche se reunió y ensayó con el grupo de Paul Butterfield, entre ellos dos de los músicos que habían grabado el sencillo, Bloomfield y Al Kooper, con la adición de Jerome Arnold al bajo, Sam Lay en la batería y Barry Goldberg en el piano.
Highway 61 Revisited se lanzó a finales de agosto de 1965. Cuando Dylan salió de gira ese otoño, «Like a Rolling Stone» ocupó el lugar de cierre en su programa y la tocó, con pocas excepciones, hasta el final de su gira mundial de 1966. El 17 de mayo de dicho año, durante el último segmento de la gira, Dylan y su banda tocaron en el Free Trade Hall de Mánchester (Inglaterra). Poco antes de que empezaran a tocar el tema, alguien entre el público gritó «¡Judas!», en referencia a la supuesta traición de Dylan a la escena folk. El cantante contestó: «No te creo, ¡eres un mentiroso!». Tras esto, se dirigió a la banda y les dijo: «Tocadla jodidamente fuerte». Esta versión puede escucharse en The Bootleg Series Vol. 4: Bob Dylan Live 1966, The "Royal Albert Hall" Concert y en The Bootleg Series Vol. 7: No Direction Home: The Soundtrack, y verse en el documental de Martin Scorsese No Direction Home.
Desde entonces, «Like a Rolling Stone» permaneció como una constante en los conciertos de Dylan, frecuentemente con arreglos diferentes. Se incluyó en su concierto del 31 de agosto de 1969 en la Isla de Wight (grabación publicada en el álbum Self Portrait), en su gira junto a The Band en 1974 (interpretación del 13 de febrero publicada en Before the Flood) y en la gira Rolling Thunder Revue de 1975 a 1976. La canción siguió presente en otras giras a lo largo de las décadas de 1970 y 1980. En la gira Never Ending Tour, que comenzó en 1988, «Like a Rolling Stone» fue una de las cinco canciones más tocadas, con 653 interpretaciones registradas hasta el año 2005. De hecho, hacia julio de 2019, según su página web, Bob Dylan la había interpretado en directo 2075 veces. Dylan también tocó la canción junto a los Rolling Stones el 5 de abril de 1998 en Buenos Aires (Argentina), en el Estadio River Plate.
Además de en Highway 61 Revisited, el tema puede encontrarse en cuatro álbumes oficiales: Bob Dylan's Greatest Hits, Biograph, The Essential Bob Dylan y Dylan. Además, la versión del tema en compás de 3/4 se puede encontrar en The Bootleg Series Volumes 1-3 (Rare & Unreleased) 1961-1991. 
Otras interpretaciones en directo del tema se encuentran en Bob Dylan at Budokan, MTV Unplugged y en el disco de The Band Rock of Ages. También aparece en el álbum The Original Mono Recordings (2010).

## Impacto
El sonido de la canción fue revolucionario por su combinación de pasajes de guitarra eléctrica, acordes de órgano y la voz de Dylan, jovial y a la vez burlonamente cínica. El crítico Michael Gray la describió como «una amalgama caótica de blues, impresionismo, alegoría y una asertividad intensa en el estribillo principal: How does it feel? ("¿Cómo se siente?")». El tema tuvo un impacto enorme en la cultura popular y en la música rock. Su éxito hizo de Dylan un ícono pop, como Paul Williams menciona:

«Dylan había sido famoso, había sido el centro de atención durante mucho tiempo. Pero ahora la apuesta estaba subiendo otra vez. Se convirtió en una estrella del pop, como así en una estrella del folk [...] y fue, más que The Beatles, un símbolo público de los grandes cambios generacionales en la cultura y la política que estaban teniendo lugar en los Estados Unidos y en Europa. Se lo percibió y funcionó de muchas formas como un líder».

El productor discográfico Paul Rotchild, quien trabajó en los cinco primeros álbumes de The Doors, recordó el júbilo que le ocasionó el hecho de que un músico estadounidense hiciera una canción que desafiara con éxito la hegemonía de los grupos de la invasión británica. Comentó: «De lo que tomé conciencia cuando estaba sentado allí fue que uno de Estados Unidos —uno de los llamados inconformistas de Greenwich Village— estaba haciendo música que podía competir con ellos —The Beatles, The [Rolling] Stones y The Dave Clark Five— sin sacrificar la integridad de la música folk ni el poder del rock and roll».
La canción tuvo un impacto enorme en Bruce Springsteen, que tenía quince años cuando la escuchó por primera vez. El músico describió este momento en su discurso de introducción a Dylan en el Salón de la Fama del Rock en 1988 y también analizó el sentido de «Like a Rolling Stone»:

«La primera vez que escuché a Bob Dylan estaba en el auto con mi madre escuchando WMCA y luego siguió aquel golpe de caja que sonó como si alguien hubiera abierto la puerta de tu mente de una patada. [...] De la forma en que Elvis liberó tu cuerpo, Dylan liberó tu mente y nos demostró que porque la música sea física, eso no quiere decir que sea antiintelectual. Tenía la visión y el talento para componer una canción de pop de forma que contuviera el mundo entero. Inventó una nueva forma en la que un cantante de pop pudiera sonar, traspasó las limitaciones de lo que una grabación podía alcanzar y cambió la cara del rock and roll para siempre».

Los contemporáneos de Dylan en 1965 se sorprendieron y se vieron desafiados por el sencillo. Paul McCartney recordó haber ido a la casa de John Lennon en Weybridge para escuchar la canción. Según el bajista: «Parecía durar para siempre. Era simplemente hermosa. [...] Nos mostró a todos que era posible ir un poquito más lejos». Frank Zappa tuvo una reacción más extrema: «Cuando escuché "Like a Rolling Stone" quise dejar el negocio de la música porque sentí: "Si esto triunfa y hace lo que se supone que debe hacer, no necesito hacer nada más...". Pero no hizo nada. Se vendió, pero nadie respondió [a la canción] como debería haber hecho». Cerca de cuarenta años más tarde, en 2003, Elvis Costello destacó la calidad innovadora del sencillo: «Qué cosa sorprendente [debe ser] vivir en un mundo donde estaba Manfred Mann, The Supremes y Engelbert Humperdinck; luego viene "Like a Rolling Stone"».
Aunque CBS intentó hacer la canción más apropiada para la radio cortándola por la mitad y distribuyéndola en ambos lados de los discos de vinilo, Dylan y sus seguidores demandaron que la canción entera se colocara de un solo lado y que las radios la transmitieran en su totalidad. El posterior éxito de «Like a Rolling Stone» tuvo influencia para cambiar la convención del negocio de la música según la cual los sencillos debían tener menos de tres minutos de duración. El elenco surrealista de personajes y el ingenio verbal de Dylan también representaron una innovación en los sencillos que ingresaban a los diez primeros puestos de las listas de venta. Según la revista Rolling Stone: «Ninguna otra canción de pop ha desafiado y transformado tan profundamente las convenciones comerciales y artísticas de su tiempo para siempre». Richard Austin, de la casa de subastas Sotheby's, afirmó: «Antes del lanzamiento de "Like a Rolling Stone", las listas de ventas estaban plagadas de canciones de amor dulces y breves, que duraban tres minutos o menos. Al desafiar esta convención con seis minutos de poesía oscura y melancólica, Dylan redefinió las reglas de la música pop».
En 1966, Dylan dijo a Ralph Gleason: «"Rolling Stone" es la mejor canción que compuse». En 2004, conversando con Robert Hilburn, Dylan mencionó que todavía la canción tenía un lugar especial en su obra: «Es como si un fantasma compone una canción como esa, te la da y desaparece. No sabes qué significa, excepto que el fantasma me eligió para que componga la canción».
Más de cincuenta años desde su lanzamiento, «Like a Rolling Stone» sigue siendo elogiada en las encuestas de críticos y otros compositores. El sitio compilador de listas Acclaimed Music afirmó que se trata del tema más alabado por los críticos de todos los tiempos. Una lista de 2002 elaborada por Uncut y una encuesta de 2005 de Mojo ubicaron el tema de Dylan en el primer puesto. En una entrevista de 2004 para 60 Minutes, Dylan manifestó su opinión con respecto a las listas de éxitos; le comentó a Ed Bradley que nunca les presta atención porque cambian con frecuencia. En la encuesta sobre las cien mejores canciones de todos los tiempos, llevada a cabo por Mojo en 2000, se incluyeron dos sencillos de Dylan; no así «Like a Rolling Stone». Cinco años más tarde, la revista la nombró su canción número uno. Rolling Stone eligió el tema como el segundo mejor sencillo de los últimos veinticinco años en 1989 y en 2004 la ubicó en el primer puesto de su lista de las 500 mejores canciones de todos los tiempos. Mantuvo esa posición hasta el 2021, cuando pasó al tercer lugar. En 2006, Pitchfork Media ubicó la canción en el cuarto puesto de su lista de las 200 mejores canciones de la década de 1960. El 24 de junio de 2014, Sotheby's vendió el manuscrito original de la letra de la canción, en una subasta dedicada a objetos de interés del rock, que tuvo lugar en Nueva York. La letra se vendió por dos millones USD, un récord para un manuscrito de música popular.

## Versiones de otros artistas

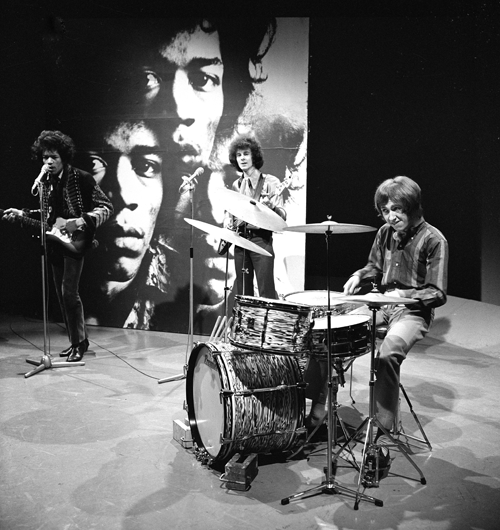
El guitarrista Jimi Hendrix realizó una versión de la canción en directo junto a su banda The Jimi Hendrix Experience

Numerosos artistas han realizado versiones de «Like a Rolling Stone», entre los que se incluyen Johnny Thunders, The Four Seasons, The Rascals, Judy Collins, Johnny Winter, Cher, The Rolling Stones, Mick Ronson con David Bowie, Spirit, Michael Bolton, The Creation, David Gilmour, John Mellencamp, The Wailers y Green Day. El guitarrista Jimi Hendrix, junto a su banda The Jimi Hendrix Experience, grabó una versión en directo del tema en el Monterey Pop Festival. Hendrix fue un gran fan de Bob Dylan y le gustaba especialmente «Like a Rolling Stone». Al respecto, comentó: «Me hizo sentir que no era el único que se sentía tan deprimido». Tras la segunda estrofa, el guitarrista pasó a la cuarta. Tocó la guitarra eléctrica y el crítico Greil Marcus describió la atmósfera de la versión de Hendrix:

«Acordes tremendos aparecían en el comienzo de cada frase como nubes de lluvia; la melodía se toca muy lenta [y] el acento pesado y callejero de Hendrix no sonaba como la tormenta de polvo del medio oeste de Dylan».

También se hicieron versiones de la canción en varios idiomas. En español, el grupo Mamá hizo una versión titulada «Cómo lo ves», mientras que M-Clan creó otra, titulada «Sin rumbo y sin dirección». El músico mexicano Sixto Rodríguez cantó la canción. Hugues Aufray realizó una versión en francés llamada «Comme des pierres qui roulent», dentro de su álbum de 1995 Aufray Trans Dylan.. El cantautor austríaco Wolfgang Ambros incluyó una versión en un dialecto austríaco-germano llamada «Allan Wia a Stan» en su álbum de 1978 Wie Im Schlaf, que permaneció en la octava posición en las listas austríacas por ocho semanas. La banda alemana Bap creó una versión en kölsch del tema, conocida como «Wie 'ne Stein» para su álbum Vun drinne noh drusse y Lars Winnerbäck interpretó la canción bajo el título en sueco «Som en hemlös själ», literalmente «Como un alma sin hogar». Articolo 31 grabó una versión italiana titulada «Come una pietra scalciata» (literalmente, «Como una piedra pateada») para su álbum en 1998 Nessuno. La versión de esta banda tiene un estilo basado en el hip hop y contiene sobregrabaciones de una voz de mujer confusa, partes de rap y turntablism. Por otra parte, posee tres estrofas y cuatro minutos y medio de duración.

## Créditos
- Bob Dylan: voz, guitarra eléctrica, armónica
- Mike Bloomfield: guitarra eléctrica
- Bruce Langhorne: pandereta
- Al Kooper: órgano Hammond
- Frank Owens: piano preparado
- Joe Macho, Jr.: bajo eléctrico
- Bobby Gregg: batería[124]

## Posición en las listas

### Listas semanales
| País           | Lista (1965)              | Posición máxima | Ref.    |
| -------------- | ------------------------- | --------------- | ------- |
| Canadá         | Lista de sencillos de RPM | 3               | [ 59 ]  |
| Países Bajos   | Dutch Top 40              | 9               | [ 61 ]  |
| Países Bajos   | Dutch Single Top 100      | 7               | [ 125 ] |
| Alemania       | Media Control Charts      | 13              | [ 126 ] |
| Irlanda        | Irish Singles Charts      | 9               | [ 60 ]  |
| Reino Unido    | UK Singles Chart          | 4               | [ 62 ]  |
| Estados Unidos | Billboard Hot 100         | 2               | [ 127 ] |
| Estados Unidos | Cashbox top 100           | 1               | [ 128 ] |

| Listas (2016)              | Posición más alta |
| -------------------------- | ----------------- |
| Suecia (Sverigetopplistan) | 18                |

### Listas de fin de año
| Lista (1965)                       | Posición |
| ---------------------------------- | -------- |
| Estados Unidos (Billboard Hot 100) | 41       |
| Cashbox                            | 38       |

## Certificaciones
| País        | Organismo | Certificaciones        |
| ----------- | --------- | ---------------------- |
| Italia      | FIMI      | Oro (25 000 ventas)    |
| México      | AMPROFON  | Oro (30 000 ventas)    |
| Reino Unido | BPI       | Plata (200 000 ventas) |

## Reconocimientos
| Lista                                          | Medio                              | Puesto | Año de publicación |
| ---------------------------------------------- | ---------------------------------- | ------ | ------------------ |
| Las 500 mejores canciones de todos los tiempos | Rolling Stone                      | 1      | 2004               |
| Las 200 mejores canciones de los años 1960     | Pitchfork Media                    | 4      | 2006               |
| Las 100 mejores canciones de rock              | VH1                                | 4      | 2000               |
| Las 500 canciones que le dieron forma al rock  | Salón de la Fama del Rock and Roll | -      | 1995               |
| Las mejores 100 canciones de todos los tiempos | Consequence of Sound               | 3      | 2012               |
| Los 1001 mejores sencillos alguna vez hechos   | Dave Marsh                         | 7      | 1989               |
| Las 40 canciones más influyentes del siglo XX  | Gary Pig Gold                      | -      | 1999               |